# Ричард Картер
Ричард Картер (Сиднеј, 11. децембар 1953 — 13. јул 2019) био је аустралијски телевизијски, филмски и гласовни глумац.
Глумио је у ТВ серијама осамдесетих и деведесетих година 20. века, а оставио је запажене улоге у филмовима попут Велики Гетсби, Побеснели Макс: Ауто-пут беса и многим другим, а позајмио глас у анимираним филмовима Бејб: Прасе у граду и Плес малог пингвина.
Преминуо је у раним јутарњим сатима 13. јула 2019. године, након краће болести.